# Капчалы
Капчалы́ — деревня в Усть-Абаканском районе Республики Хакасия Российской Федерации. Входит в Весенненский сельсовет.

## География
Капчалы расположены двумя кварталами: у реки Уйбат и у железнодорожной ветки, примерно в 700 метрах от центра сельсовета — села Весеннее, в 75 км на юго-запад от райцентра — пгт Усть-Абакан.

## История
В 1917 улус Капчалы состоял из 21 хозяйства с 113 жителями.
Бывший посёлок железнодорожников Капчалы, находящийся примерно в 3 километрах от реки Уйбат, возник при строительстве в 1920-х годов железнодорожной ветки Копьёво — Шира — Тигей.
Рельеф равнинный.
После степного пожара в 2007 году, поселок практически полностью сгорел.

## Население
| 2002 | 2010 |
| ---- | ---- |
| 289  | ↘144 |

национальный состав
На 01.01.2004 население — 277 чел., в том числе русские, хакасы, украинцы, чуваши, немцы, мордва и др.

## Инфраструктура
На 01.01.2004 число хозяйств — 99. Трудоспособное население занято в личном подсобном хозяйстве и на железнодорожной станции.

## Транспорт
Автомобильный и железнодорожный транспорт.
Расстояние от жилой зоны до ближайшей железнодорожной станции «Капчалы» — 3 км.